# مغز ماتروشکا
مغز ماتروشکا یک ابرسازه فرضی است. فرضیه آنرا نخستین بار رابرت برَدبِری بر پایه توان بیکران محاسبه کره دایسون پیشنهاد کرد. این نمونه‌ای از کلاس B موتور ستاره‌ای است که همه انرژی خارج شده از ستاره را برای استفاده در سامانه رایانه‌ای بکار می‌گیرد. نام این مفهوم از مجمسه‌های ماتروشکا روسی گرفته شده است. این مفهوم توسط مخترع آن رابرت بردبری در گلچین ادبی سال یک میلیون: علم در دورترین لبه دانش توضیح داده شد. بیان این مفهموم، توجه منتقدان لس آنجلس تایمز و وال‌استریت جورنال را جلب کرد.

## مفهوم
مفهوم مغز ماتروشکا به استفاده از کره دایسون برای مصرف انرژی مورد نیاز یک رایانه بزرگ به اندازه یک ستاره می‌پردازد. مغز ماتروشکا مانند عروسک روسی ماتروشکا از چندین کره دایسون پدید آمده که درون یکدیگر قرار می‌گیرند. درونی‌ترین کره دایسون انرژی را مستقیماً از ستاره‌ای که احاطه کرده جذب می‌کند و در هنگام پردازش در دمای بالا، مقدار زیادی از انرژی هدر رفته را بیرون می‌دهد. کره دایسون بعدی، این گرمای زاید را جذب کرده و برای پردازش استفاده می‌کند، درحالیکه گرمای زاید خود را بیرون می‌دهد. این گرما جذب کره‌های دایسون پس از آن می‌شود. به شکلی که هر کره، گرمای کمتری از خود بیرون می‌دهد. به همین دلیل، مغز متروشکا با کره دایسون بیشتر، بازده بالاتری دارد. زیرا انرژی گرمایی کمتری هدر می‌دهد. کره‌های نزدیک به ستاره می‌تواند با دمایی نزدیک به سطح ستاره کار کند. درحالیکه دمای دورترین کره‌ها نزدیک به دمای محیط میان‌ستاره‌ای است. منابع و ملزومات مهندسی مورد نیاز برای ساخت مغز ماتروشکا بسیار زیاد هستند.
واژه مغز ماتروشکا جایگزینی برای "مغز مشتری" بود. "مغز مشتری" مفهومی همانند مغز ماتروشکا بود. اما در مقیاس کوچکتر سیاره‌ای و با بهینه‌سازی حداقل تأخیر انتشار سیگنال بیان شده بود. طراحی ذهن ماتروشکا بر ظرفیت خالص و بیشینه مقدار انرژی بدست آمده از ستاره تمرکز می‌کند. درحالیکه مغز مشتری برای سرعت پردازش، بهینه شده است.

## کاربرد
از مغز ماتروشکا می‌توان برای شبیه‌سازی عالی یا بارگذاری ذهن انسان در فضای واقعیت مجازی استفاده کرد. در دیدگاهی فراتر، اگر گونه هوشمندی در کیهان وجود داشته باشد می‌تواند از آن برای حمله یا دستکاری ساختار کیهان استفاده کند. همچنین شاید بتوان از مغز ماتروشکا برای شبیه‌سازی همه کیهان استفاده کرد. می‌توان برای محاسبات بزرگ نیز از آن استفاده کرد. مغز ماتروشکا و دیگر ابرسازه‌ها می‌توانند توسط فراهوش گره پردازشی باشند که توسط کرم‌چاله مصنوعی به هم وصل شده‌اند.